# Canthonella pygmaea
Canthonella pygmaea là một loài bọ cánh cứng trong họ Bọ hung (Scarabaeidae).